# Eflornitina

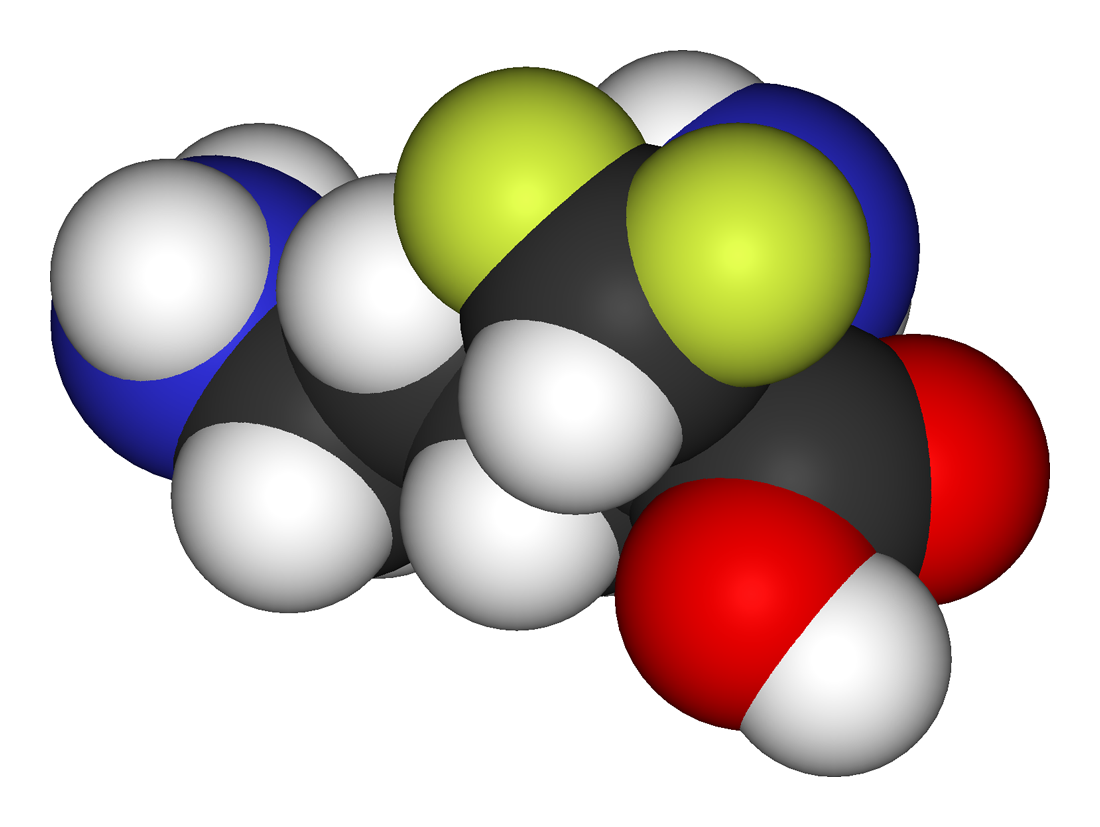
Eflornitina 3D.

Enantiómeros R (arriba) y S (abajo).

La eflornitina es un derivado de la ornitina especialmente activo contra  tripanosomiasis africana, también conocida como la enfermedad del sueño, la cual se transmite a través de la picadura de la mosca Tse-Tse que le sirve de vector a un parásito conocido como T. b. gambiens. El fármaco actúa inhibiéndo la enzima ornitina decarboxilasa, una enzima caracterizada por participar en la síntesis de la poliamina  en un tipo de protistas denominados los tripanosomas, encargados de generar la enfermedad. La eflornitina tiene la capacidad de atravesar fácilmente la barrera hematoencefálica para penetrar en el líquido cefalorraquídeo y combatir la fase neurológica de la enfermedad que afecta todo el sistema nervioso central, la eflornitina se elimina principalmente por los riñones.

## Historia
La eflornitina se ha venido utilizando desde hace un tiempo atrás para tratar la segunda fase de la enfermedad tripanosomiasis africana con el melarsoprol. Sin embargo, debido a que el grupo de personas que solicitaban el medicamento en mayor proporción eran poblaciones pobres que no podían pagar por él, su producción se interrumpió en 1995. En el año 2000 distintos laboratorios estudiando  sus componentes y reacciones se dieron cuenta de que la ornitin decarboxilasa era una enzima importante en el crecimiento del vello, y que si la eflornitina tenía la capacidad de inhibir esta enzima, se iba a retardar el crecimiento del vello corporal. Y que podía ser bastante lucrativo como tratamiento del hirsutismo. Así mismo en el 2001, con ayuda de  Médicos sin Fronteras (MSF) y  la Organización Mundial de la Salud (OMS), se solicitó la reanudación de la producción de eflornitina para el tratamiento de la tripanosomiasis africana.

## Dosificación y administración
El contenido de una ampolla  eflornitina debe diluirse en 400 ml de solución salina fisiológica. Se debe administrar una dosis de 100 mg/kg cada seis horas durante por lo menos 14 días, via intravenosa Debido a que requiere de bastante atención y regulares dosis se creó un nuevo tratamiento conocido como TCNE con la ventaja de que requiere muchas menos inyecciones y menor tiempo de hospitalización (sólo siete días) y consiste en la combinación de nifurtimox oral y eflornitina intravenosa.
Los efectos secundarios más comunes indicados son diarrea, anemia, leucopenia, trombocitopenia y convulsiones.